# أوريول أيالا
أوريول أيالا (بالإسبانية: Oriol Ayala) هو لاعب كرة قدم إسباني في مركز الدفاع، ولد في 19 أكتوبر 1996 في جرندة في إسبانيا. لعب مع نادي ريوس ديبورتيو.

## وصلات خارجية
- أوريول أيالا على موقع قاعدة بيانات كرة القدم.إي يو (الإنجليزية)
- أوريول أيالا على موقع Soccerway.com (الإنجليزية)